# Видниц
Видниц (њем. Wiednitz) општина је у њемачкој савезној држави Саксонија. Једно је од 63 општинска средишта округа Бауцен. Према процјени из 2010. у општини је живјело 986 становника. Посједује регионалну шифру (AGS) 14625620.

## Географски и демографски подаци
Видниц се налази у савезној држави Саксонија у округу Бауцен. Општина се налази на надморској висини од 134 метра. Површина општине износи 15,9 km². У самом мјесту је, према процјени из 2010. године, живјело 986 становника. Просјечна густина становништва износи 62 становника/km².

## Међународна сарадња
| Мјесто | Држава    | Врста сарадње | Од    |
| ------ | --------- | ------------- | ----- |
| Пола   | Италија   | контакт       | 1991. |
|        | Француска | контакт       | 1991. |
| Ле Ру  | Белгија   | контакт       | 1991. |
| Извор  |           |               |       |